# ISO 19107
Die internationale Norm ISO 19107 mit dem Titel: Geographic Information – Spatial Schema  (Raumbezugsschema) ist aus der Serie ISO 191xx. Die Normen dieser Serie enthalten Festlegungen zur Modellierung von Geoinformationen. Die ISO 19107 betrachtet dabei den Teilbereich der Modellierung von Raumbezugsformen und Raumbezugsgrundformen.
Als Raumbezugsgrundformen wird zwischen geometrischen Grundformen (Punkt, Linie, Fläche, Körper) und topologischen Grundformen (Knoten, Kante, Masche, Raumelement) unterschieden.
Daneben werden multiple Grundformen (Aggregate) und zusammengesetzte Grundformen (Komplexe) betrachtet und deren gegenseitige Beziehungen und Wechselwirkungen dargelegt. Neben den entsprechenden Datenstrukturen werden den Geometrieobjekten auch grundlegende Funktionen zugeordnet. Die Modellierung erfolgt mit der Beschreibungssprache UML.